# ان‌جی‌سی ۷۶۰۳
ان‌جی‌سی ۷۶۰۳ (انگلیسی: NGC 7603) یک کهکشان مارپیچی در صورت فلکی ماهی است.